# Víctor Sada
Víctor Sada Remisa (Badalona, 8 marzo 1984) è un allenatore di pallacanestro ed ex cestista spagnolo.

## Carriera
Con la Spagna ha disputato i Campionati europei del 2011 e i Giochi olimpici di Londra 2012.

## Palmarès

### Giocatore
- Campionato spagnolo: 5

Barcellona: 2003-04, 2008-09, 2010-11, 2011-12, 2013-14
- Copa del Rey: 3

Barcellona: 2010, 2011, 2013
- Supercoppa spagnola: 4

Barcellona: 2004, 2009, 2010, 2011
- Liga catalana: 6

Barcellona: 2004, 2010, 2011, 2012, 2013
Girona: 2006
- FIBA EuroCup: 1

Girona: 2006-07
- Eurolega: 1

Barcellona: 2009-10